# Plurali irregolari
Nella lingua italiana sono presenti alcune parole che non seguono le comuni regole di formazione del plurale, presentando, invece, dei cambi di genere (da maschile a femminile e viceversa), doppi plurali (plurali sovrabbondanti), o anche plurali semplicemente impredicibili.

## Plurali maschili irregolari
- bue - buoi (probabile sincope dell'antico buovi plurale di buove[1], dal latino boves)
- dio - dèi (dal plurale latino dĕi; disusato il plurale regolare analogico dii); anche scritto con accento grave[2] per differenziarlo dalla preposizione articolata e partitivo dei, che ha anche pronuncia diversa (dèi /dɛj/, dei /dej/). Dèi prende inoltre irregolarmente l'articolo determinativo gli (gli dèi, e non *i dèi)[3].
- uomo - uomini (dal latino homines)
- ampio - ampi / ampli
- tempio - tempi / templi
I plurali irregolari derivano dalle varianti latineggianti amplo e templo, fedeli agli etimi amplus e templus; alla medesima maniera avrebbe potuto attestarsi il plurale di "esempio": esempli (da esemplo, exemplus) anticamente attestato[4].
- mio - miei
- tuo - tuoi
- suo - suoi (le tre forme di possessivo sono dei particolari esempi di dittongazione).
- belga - belgi
- euripiga - euripigi
Invece di seguire la regola che in questo caso prescrive o un plurale invariabile oppure in -ghi, questi due termini formano il plurale in -gi.
- bello - belli/bei/begli
- quello - quelli/quei/quegli
in funzione aggettivale, accanto al plurale regolare in -lli presentano due varianti posizionali in -i e -gli (possibili soltanto se anteposti al sostantivo cui sono riferiti) utilizzate rispettivamente con la stessa distribuzione in cui si usano gli articoli plurali maschili i e gli.

## Plurali femminili irregolari
- mano - mani
Anticamente e in alcuni dialetti anche le mano; e oggi in alcuni dialetti le mane, da la mana[5].
- ala - ali
- arma - armi
anticamente e poeticamente erano possibili anche plurali regolari le ale e le arme, oggi ancora presenti in alcune locuzioni cristallizzate: uomo d'arme, piazza d'arme, "ale di un edificio", ecc.

## Plurali con cambio di genere
Ci sono parole che formano il plurale cambiando di genere.
Dal femminile al maschile:
- (la) eco - (gli) echi
Femminile in quanto sostantivo antonomastico derivante dal nome della ninfa greca Eco, è, però, da sempre attestato letterariamente anche al maschile ((lo) eco), da cui il plurale.
- il/la pàrodo - i parodi (le paradoi)
- il/la sìnodo - i sinodi
parodo e sinodo normalmente maschili, nello stile letterario possono essere talvolta usati al femminile sulla base dei loro etimi greci (πάροδος e σύνοδος) femminili, al plurale però soltanto maschile, tranne il plurale irregolare paradoi elaborato sul modello greco πάροδοι.

Dal maschile al femminile:
- centinaio - centinaia
- dito - dita
- migliaio - migliaia
- miglio - miglia
- paio - paia
- prelio - prelia
- riso - risa
- uovo - uova (dal latino ova)
- mille - mila  (dal latino mīlia, mila è usato sia come aggettivo numerale univerbato ad altri numeri duemila, anticamente anche separato due mila[6])
- (il) carcere - (le) carceri. Da notare che la parola "carcere" è corretta anche se usata al singolare femminile o al plurale maschile.[7]
Oggi d'uso quasi solo al maschile, letterariamente si incontra ancora il femminile la carcere, forma originaria, da cui il plurale al femminile.

- pudenda: apparterrebbe a questa categoria anche la forma "le pudenda" che indica le parti intime del corpo umano anche se attestata esclusivamente nella forma plurale (ad es. nel modo di dire "coprire le pudenda").

## Plurali sovrabbondanti
Alcune parole maschili d'uso comune posseggono due plurali, uno regolarmente maschile in -i e uno femminile in -a, non sempre intercambiabile, poiché presentano talvolta delle specializzazioni di significato (che pur rimanendo in continuità semantica, al femminile, tende a slittare verso una sfumatura di più d'insieme o astratta) o di registro.
Alcuni di questi plurali femminili sono giustificati dal plurale in -a dei neutri latini della seconda declinazione, altri invece sono stati ottenuti per analogia.
- braccio - bracci/braccia (dal latino brachia)
- ciglio - cigli/ciglia (dal latino cilia)
- sopracciglio - sopraccigli/sopracciglia
- ditello - ditelli/ditella anticamente significava ascella
- dito - diti/dita (dal latino digita)
- ginocchio - ginocchi/ginocchia (dal latino genva attraverso il diminutivo genicvla)
- gomito - gomiti/gomita (solo nell'uso popolare toscano)
- labbro - labbri/labbra (dal latino labia)
- membro - membri/membra
- osso - ossi/ossa
- tergo - terghi/terga

I plurali al femminile vengono usati esclusivamente per riferirsi al senso proprio del termine di "parti anatomiche" (unica eccezione braccia usato anche come unità di misura) considerandole sotto l'aspetto collettivo di insieme (le dita della mano), anche in senso figurativo (due dita di vino); i plurali al maschile, invece, vengono usati sia nell'accezione precedente evidenziandone, però, di più l'aspetto di una pluralità di parti singole (ad es. i diti indici, i labbri superiori ecc.), sia nelle varie accezioni estensive derivate per analogia (i bracci della bilancia, i cigli della strada, i labbri di una ferita ecc.).
- corno - corni/corna
- granello - granelli/granella
- lenzuolo - lenzuoli/lenzuola
- muro - muri/mura

Similmente a prima, i plurali femminili esprimono più un valore di insieme e collettivo (le corna dei bovini (l'insieme delle paia di corna), il cambio delle lenzuola (del set di lenzuola che rivestono il letto)), anche figurato (avere le corna); i plurali maschili, invece, una pluralità di pezzi singoli (i corni portafortuna) o in senso allargato (i corni dell'orchestra).
- budello - budelli/budella
- cervello - cervelli/cervella
- intestino - intestini/(arc.) intestina
- (*interiore) - interiori/interiora

Le differenze fra i due tipi plurali sono simili a quelle già viste, con la differenza che il plurale femminile esprime il suo valore collettivo non tanto indicando una pluralità d'organi, ma la sostanza che lo costituisce, cosicché abbiamo "la fuga dei cervelli" ma "farsi saltare le cervella"
- grido - gridi/grida
- urlo - urli/urla
- strillo - strilli/strilla

L'espressione "le strilla" è popolarmente attestata (soprattutto nell'italiano moderno ma esiste già a partire almeno dal 1780 "le strilla udito avea talun del vicinato"). Dato che strillo è attestato solo dal XVI secolo rappresenta una tra le più recente formazioni (avvenuta forse per vicinanza di significato e suono con "strida") di questa classe. Spesso sono considerati i plurali maschili corretti solo se riferiti ad animali e quelli femminili solo a esseri umani; in realtà i plurali maschili, gridi e urli, possono essere riferiti sia ad animali che a umani («per veder se fosse accorso qualcheduno agli urli di Lucia» cap. XX I promessi sposi) intendendo un insieme di singoli versi, mentre i plurali femminili, grida e urla, considerano solo il complesso di versi nel suo insieme e se di origine umana. 
- strido - stridi/strida

Stridi e strida non presentano invece alcun tipo di specializzazione nel significato.
- ferramento - ferramenti/ferramenta
- filamento - filamenti/filamenta
- fondamento - fondamenti/fondamenta
- serramento - serramenti/serramenta

Sempre con valore collettivo, i plurali femminili intendono in questo caso più una molteplicità indefinita e solo nel senso più proprio del termine (un negozio di ferramenta, le filamenta della medusa, le fondamenta di un edificio, le serramenta di una casa); i plurali maschili sono preferiti nei significati figurativi (i fondamenti di una teoria) o per intendere una pluralità di pezzi singoli (hanno montato serramenti in alluminio).
- calcagno - calcagni/calcagna
- cerchio - cerchi/cerchia
- cuoio - cuoi/cuoia
- filo - fili/fila
- midollo - midolli/midolla

Con valore analogo a quanto già visto, i plurali femminili sono oramai soltanto attestati in contesti figurativi presso alcune espressioni cristallizzate: essere alle calcagna, tirare le cuoia, le fila di una congiura ecc.
- carro - carri/carra
- congio - congi/congia
- cogno - cogni/cogna
- moggio - moggi/moggia
- staio - stai/staia

Senza particolari diversità di significato i plurali delle unità di misura: congio, cogno e moggio. Indica, invece, esclusivamente l'unità di misura il plurale femminile le staia (due staia di grano), mentre il plurale maschile lo strumento di misura gli stai (due stai colmi di grano); analogamente il plurale femminile le carra è ancora possibile per indicare l'unità di misura carro, il plurale maschile i carri per tutte le altre accezioni.
Altre unità di misura con doppio plurale erano lo staioro, il panoro e il pugnoro. 
- fuso - fusi«attrezzi»/fusa «il ronfare»
- gesto - gesti«movimenti»/gesta «grandi imprese»

I plurali maschili sono gli unici utilizzabili nei significati propri del termine al singolare; i plurali femminili, pur avendo in comune la stessa origine, hanno oramai perso del tutto il legame semantico col singolare tanto da essere lemmatizzati nei dizionari come lemmi a sé, ma sempre come plurali femminili e difettivi del singolare. 
- fastello - fastelli/fastella

I fastelli, come il singolare, indica una pluralità di fasci di grandi dimensioni; le fastella una pluralità di fasci di dimensioni ancora maggiori
- anello - anelli/anella
- quadrello - quadrelli/quadrella

Nei significati comuni in uso soltanto i plurali maschili, nei significati letterari i plurali femminili vengono usati per indicare: le anella, "i riccioli"; le quadrella, "le frecce".
- grano - grani/grana

Le grana solo nel significato particolare di moneta grano
- vestimento - vestimenti/vestimenta
- pugno -  pugni/pugna

Ormai regolari soltanto i plurali maschili, d'uso letterario i plurali femminili
- vestigio - vestigi/vestigia

Senza alcun particolare slittamento semantico tra maschile e femminile

Due note grammaticali:
- Per quanto concerne le parti del corpo, ma anche per lenzuolo e corna, designati collettivamente, alla forma partitiva si usa esclusivamente il plurale maschile: devi premere il pulsante con uno dei tuoi diti.[9] Colloquialmente è anche utilizzata l'espressione "con una delle dita" dove il genere femminile viene trasmesso al singolare. Anche per la parola "uovo" al partitivo l'espressione corrente è "una di queste uova".
- Per quanti riguarda le alterazioni meditante suffissazione i plurali sono molteplici dal più regolare plurale maschile, i ditini, a quelli femminili, le ditina o le ditine.[10]

- rene - i reni/le reni

le reni è metaforico, come ad esempio nell'espressione "spezzare le reni".
- viscere - visceri/viscere

Anche qui il plurale in "e" è utilizzato in espressioni metaforiche come 'nelle viscere della terra'.
Alcuni dei seguenti plurali femminili desueti, sono ancora usati nella lingua letteraria:
- le castella per i castelli (oggi presente soprattutto nella toponomastica Le Castella, Quattro Castella)
- le coltella per i coltelli
- le comandamenta per i comandamenti
- le demònia per i demòni
- le fora per i fori
- le giumenta per i giumenti
- le istrumenta per gl' istrumenti
- le letta per i letti
- le martella per i martelli
- le peccata per i peccati
- le poma per i pomi
- le prata per i prati
- le sacca per i sacchi (oramai solo nel proverbio «chi ha il grano non ha le sacca,  e chi ha le sacca non ha il grano»)
- le sacramenta per i sacramenti
- le sentimenta per i sentimenti
- le tina per i tini (oggi solo nell'uso popolare toscano)
- le vasa per i vasi
- le vasella per i vaselli

della stessa tipologia per gli antichi plurali femminili uscenti in -ora, derivanti dal latino (come i contemporanei le corpora e le tempora) e caratterizzati da una pronuncia sdrucciola:
- le àrcora per gli archi
- le bórgora per i borghi
- le càmpora per i campi
- le dónora per i doni
- le luògora per i luoghi
- le pégnora per i pegni
- le pómora per i pomi
- le pràtora per i prati
- le ràmora per i rami
- le sèstora per i sesti
- le stèrcora per gli sterchi
- le tèrgora per i terghi

Hanno invece doppio plurale e doppio singolare le seguenti parole:
- frutto/frutta - frutti/frutte
- legno/legna - legni/legne

I femminili sono veri e propri nomi collettivi che designano una sorta di categoria merceologica di quanto espresso dal singolare maschile, i plurali femminili infatti, nei rari casi in cui vengono usati, indicano una serie di varietà di frutti o di legni di diverse qualità o tipologie.
Senza alcuna distinzione di significato:
- orecchio/orecchia - orecchi/orecchie (it. antico anche orecchia - vedi sotto)
- palmo/palma - palmi/palme

(errata anche la distinzione che vuole orecchio riferito all'uomo e orecchia agli animali), questi termini presentano più di una differenza d'uso. Unicamente presenti nel linguaggio medico soltanto i maschili, nel linguaggio comune orecchio è sentito come più letterale di orecchia, la quale però predomina nei significati figurativi e nelle locuzioni. Tra palma e palmo, quest'ultimo è l'unico che può essere usato per indicare l'unità di misura. A questo proposito è interessante che varie forme attestate in passato come plurali , termini afferenti soprattutto a parti del corpo sono utilizzate attualmente come singolari. Possiamo quindi comprendere meglio l'evoluzione (le unghia; le tempia; le giuntura; le mascella; le uova; le orecchia).
Infine mostrano varianze nell'italiano moderno:
- sterpaio/sterpaia - sterpai/sterpaie
- tomaio/tomaia - tomai/tomaie